# Balatonfenyves GV vasútállomás
Balatonfenyves GV vasútállomás a Somogy vármegyei Balatonfenyvesi Gazdasági Vasút északi végállomása, Balatonfenyvesen, a MÁV üzemeltetésében. A település központi részén helyezkedik el, Balatonfenyves vasútállomás délnyugati szélén, néhány lépésre a 7-es főúttól.
A fővonal a felvételi épületet megkerülő deltavágánnyal két irányba ágazik: nyugati irányban a fűtőház üzemel, a keleti, nagyvasúti állomás felőli vágányok pedig a felhagyott átrakóhoz tartoznak.

## Vasútvonalak
Az állomást az alábbi vasútvonalak érintik:
- Balatonfenyvesi Gazdasági Vasút

## Kapcsolódó állomások
A vasútállomáshoz az alábbi állomások vannak a legközelebb:
- Imremajor vasútállomás (Balatonfenyvesi Gazdasági Vasút)

## Forgalom
| Járat        | Útvonal                                                                          | Gyakoriság                                   |
| ------------ | -------------------------------------------------------------------------------- | -------------------------------------------- |
| személyvonat | Balatonfenyves GV – Imremajor – Pálmajor – Somogyszentpál felső – Somogyszentpál | Munkanapokon napi 4 pár, hétvégén napi 7 pár |
| személyvonat | Balatonfenyves GV – Imremajor – Csisztafürdő                                     | 2 óránként                                   |